# 布徹冰原島峰
76°32′S 146°30′W / 76.533°S 146.500°W
布徹冰原島峰（英語：Butcher Nunatak）是南極洲的冰原島峰，位於瑪麗伯德地，處於斯沃姆峰西南面7公里，屬於比查爾峰的一部分，美國地質調查局根據測量和該國海軍的空中照片繪入地圖，現時由南極條約體系管理。